# Enric VI del Sacre Imperi Romanogermànic
Enric VI del Sacre Imperi Romanogermànic (alemany: Heinrich VI.)  (Nimega, 1 de novembre de 1165 - Messina, 28 de setembre de 1197) va ser Rei d'Alemanya (1190-1197), Sacre Emperador Romà (1191-1197) i rei consort de Sicília (1194-1197).

## Biografia

### Primers anys
Enric va néixer a Nimega, fill de l'emperador Frederic I Barba-roja i Beatriu de Borgonya, i va ser coronat Rei dels Romans a Bamberg el juny de 1169, amb tan sols quatre anys. Va prendre les regnes de l'imperi quan el seu pare va marxar a la croada on moriria. El 1189-1190 va suprimir una revolta d'Enric el Lleó, que havia estat duc de Saxònia i Baviera i era parent de Frederic.
Es va prometre el 1184 amb Constança de Sicília, i es casaren el 27 de gener de 1186. Un cop fetes les paus amb el papa, Frederic es va embarcar en la Tercera Croada, que seria coneguda com la Croada dels Tres Reis al participar-hi també Felip August de França i Ricard Cor de Lleó d'Anglaterra. Frederic va prendre la creu a Magúncia el 27 de març del 1188 i deixant el seu fill Enric VI com a regent, i partint de Ratisbona (actual Regensburg) pel maig del 1189 va organitzar un gran exèrcit de 100.000 homes i va iniciar la marxa cap a Terra Santa. Constança era l'única hereva legítima de Guillem II de Sicília, i amb la mort del seu pare el novembre de 1189 Enric tenia la possibilitat d'afegir la corona siciliana a l'imperial, ja que el seu pare ja havia mort creuant el Riu Saleph a Cilícia el 10 de juny de 1190.

### Coronació com a emperador
L'abril de 1191, a Roma, Enric i Constança van ser coronats emperador i emperadriu pel Papa Celestí III. La corona de Sicília va ser més difícil d'obtenir, ja que els barons del sud d'Itàlia havien escollit el fill de Roger II, Tancred, comte de Lecce, com el seu rei. Enric va assetjar Nàpols, però va haver de tornar a Alemanya quan una nova revolta d'Enric el Lleó va coincidir amb una epidèmia que va damnar les seves tropes. Constança, que es va quedar al palau de Salern, va ser traïda pels salernitans i entregada a Tancred. Va ser alliberada gràcies a la intervenció de Celestí III, que a canvi va reconèixer Tancred com a Rei de Sicília.
El duc Leopold V d'Àustria, que havia capturat el rei d'Anglaterra Ricard I Cor de Lleó quan tornava disfressat a la seva terra, va entregar a Enric el seu presoner. Enric va aconseguir dels anglesos un rescat de 150.000 marcs de plata; una quantitat enorme per l'època que va servir per finançar un exèrcit poderós per conquerir el sud d'Itàlia.
Enric va negociar el dret de pas a través del nord d'Itàlia mitjançant un tractat amb les comunes el gener de 1194. L'abril següent també va arribar a un acord amb Enric el Lleó. El febrer moria Tancred, deixant com a hereu un nen: Guillem III i Enric va dirigir l'exèrcit imperial alemany al sud d'Itàlia transportat per una poderosa flota, subministrada en gran part pels pisans i genovesos. Enric va trobar escassa resistència i va entrar el 20 de novembre entrava a Palerm, la capital del Regne de Sicília, per ser coronat el 25 de desembre. Hi ha fonts que apunten que va fer castrar i deixar cec el jove Guillem, i que molts nobles sicilians van ser cremats vius. D'altres, com el siculo-grec Eugeni de Palerm, van adaptar-se al nou govern dels Hohenstaufen sense problemes.
En aquest punt, Enric era el monarca més poderós de la Mediterrània i d'Europa, ja que el regne de Sicília afegia a les seves rendes personals i imperials uns ingressos sense igual. Enric es va sentir prou poderós com per enviar cap a casa les naus pisanes i genoveses sense donar als seus governs les concessions que els havia promès al sud d'Itàlia, i fins va arribar a rebre tribut de l'Imperi Romà d'Orient. El 1194 el seu fill Frederic, el futur emperador i Rei de Sicília i Jerusalem, va néixer. Enric va assegurar la seva posició a Itàlia, nomenant el seu amic Conrad d'Urslingen com a Duc de Spoleto i donant les Marques a Markward d'Anweiler.
El seu següent objectiu va ser convertir la corona imperial en hereditària. A la Dieta de Würzburg, celebrada l'abril de 1196, va aconseguir convèncer la majoria dels prínceps per votar a favor de la seva proposta, però a la següent a Erfurt (Octubre de 1196) no va obtenir el mateix resultat favorable.

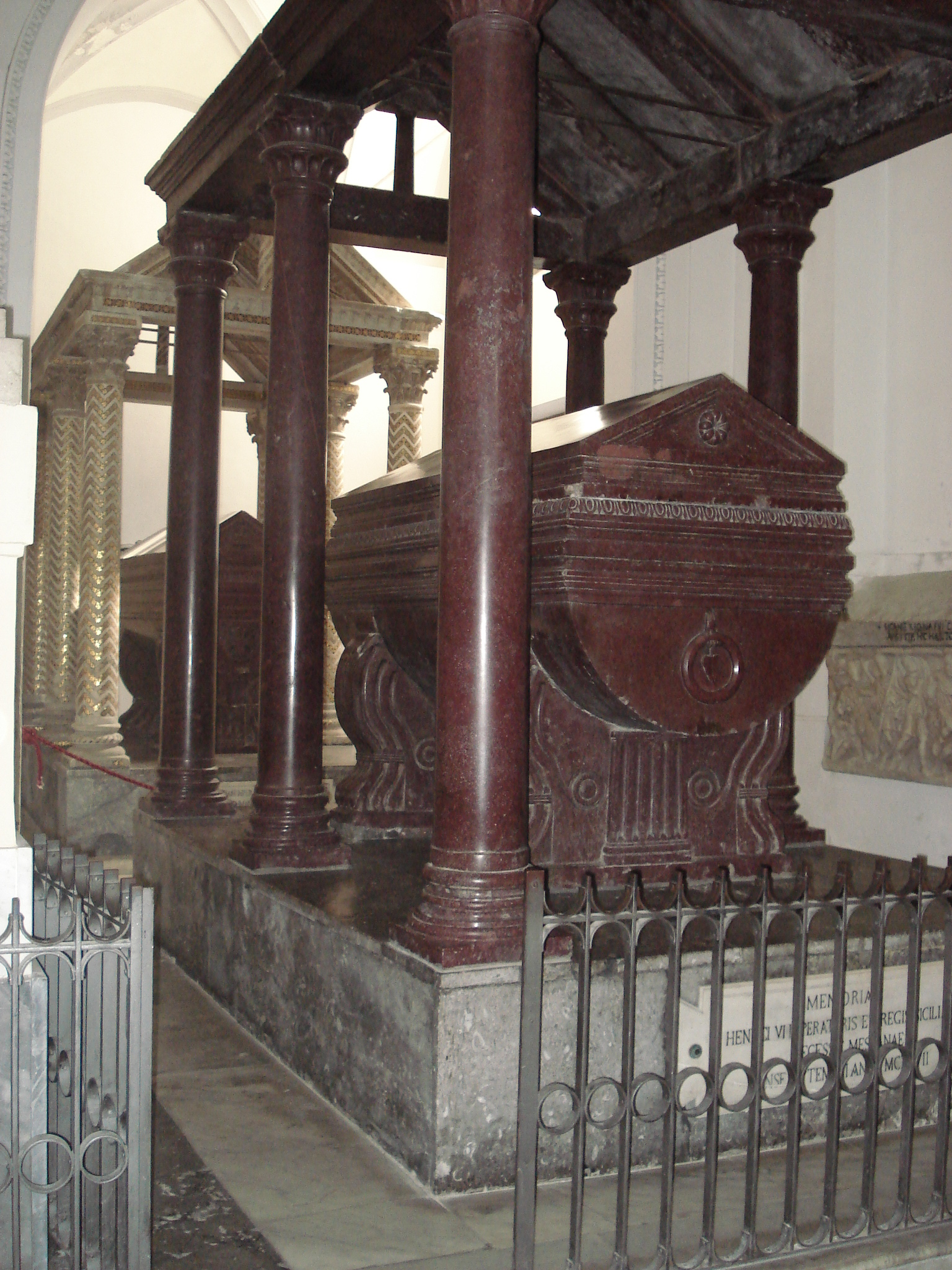
Tomba d'Enric a la Catedral de Palerm.

### Mort
El 28 de setembre de 1197, mentre es preparava per participar en una croada, Enric va morir de malària a Messina. Segons la seva voluntat el seu fill Frederic havia d'heretar la corona imperial i el regne de Sicília, però el seu germà petit Felip de Suàbia i el fill d'Enric el Lleó van postular-se com a emperadors de manera que Frederic va veure's privat de l'herència paterna.

## Obra poètica
Enric podia conversar en llatí i, segons Alberic de Troisfontaines, era "distingit per dons de coneixements, avesat a les floritures de l'eloqüència, i eminència en costums i dret romà". Va donar suport a poetes, i amb pràctica seguretat va ser l'autor de la cançó "Kaiser Heinrich", ara entre els Manuscrits de Canóns de Weingarten.
Apareix de forma destacada i d'acord amb el seu rang (amb l'Àliga Imperial, regalia i pergamí) al Còdex Manesse, un manuscrit del segle xiv que representa 140 poetes destacats i tres poemes atribuïts a un jove Enric VI. En un d'ells descriu un enamorament que li fa oblidar el poder terrenal i ni les riqueses ni la dignitat reial poden fer ombra als sentiments envers la seva estimada (ê ich mich ir verzige, ich verzige mich ê der krône – abans de deixar-te, preferiria deixar la corona).

## Família

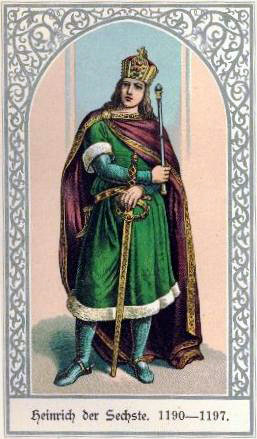
Il·lustració del representant Enric VI

### Avantpassats
|  |                                 |  |  |  |  |  |  |  |  |  |  |  |  |  |  |  |
|  | 16. Frederick de Büren          |  |  |  |  |  |  |  |  |  |  |  |  |  |  |  |
|  |                                 |  |  |  |  |  |  |  |  |  |  |  |  |  |  |  |
|  |                                 |  |  |  |  |  |  |  |  |  |  |  |  |  |  |  |
|  | 8. Duc Frederic I de Suàbia     |  |  |  |  |  |  |  |  |  |  |  |  |  |  |  |
|  |                                 |  |  |  |  |  |  |  |  |  |  |  |  |  |  |  |
|  |                                 |  |  |  |  |  |  |  |  |  |  |  |  |  |  |  |
|  | 4. Duc Frederic II de Suàbia    |  |  |  |  |  |  |  |  |  |  |  |  |  |  |  |
|  |                                 |  |  |  |  |  |  |  |  |  |  |  |  |  |  |  |
|  |                                 |  |  |  |  |  |  |  |  |  |  |  |  |  |  |  |
|  | 18. Emperador Enric IV          |  |  |  |  |  |  |  |  |  |  |  |  |  |  |  |
|  |                                 |  |  |  |  |  |  |  |  |  |  |  |  |  |  |  |
|  |                                 |  |  |  |  |  |  |  |  |  |  |  |  |  |  |  |
|  | 9. Agnès d'Alemanya             |  |  |  |  |  |  |  |  |  |  |  |  |  |  |  |
|  |                                 |  |  |  |  |  |  |  |  |  |  |  |  |  |  |  |
|  |                                 |  |  |  |  |  |  |  |  |  |  |  |  |  |  |  |
|  | 19. Berta de Savoia             |  |  |  |  |  |  |  |  |  |  |  |  |  |  |  |
|  |                                 |  |  |  |  |  |  |  |  |  |  |  |  |  |  |  |
|  |                                 |  |  |  |  |  |  |  |  |  |  |  |  |  |  |  |
|  | 2. Emperador Frederic I         |  |  |  |  |  |  |  |  |  |  |  |  |  |  |  |
|  |                                 |  |  |  |  |  |  |  |  |  |  |  |  |  |  |  |
|  |                                 |  |  |  |  |  |  |  |  |  |  |  |  |  |  |  |
|  | 20. Duc Welf I de Baviera       |  |  |  |  |  |  |  |  |  |  |  |  |  |  |  |
|  |                                 |  |  |  |  |  |  |  |  |  |  |  |  |  |  |  |
|  |                                 |  |  |  |  |  |  |  |  |  |  |  |  |  |  |  |
|  | 10. Duc Enric IV de Baviera     |  |  |  |  |  |  |  |  |  |  |  |  |  |  |  |
|  |                                 |  |  |  |  |  |  |  |  |  |  |  |  |  |  |  |
|  |                                 |  |  |  |  |  |  |  |  |  |  |  |  |  |  |  |
|  | 5. Judit de Baviera             |  |  |  |  |  |  |  |  |  |  |  |  |  |  |  |
|  |                                 |  |  |  |  |  |  |  |  |  |  |  |  |  |  |  |
|  |                                 |  |  |  |  |  |  |  |  |  |  |  |  |  |  |  |
|  | 22. Duc Magnus de Saxònia       |  |  |  |  |  |  |  |  |  |  |  |  |  |  |  |
|  |                                 |  |  |  |  |  |  |  |  |  |  |  |  |  |  |  |
|  |                                 |  |  |  |  |  |  |  |  |  |  |  |  |  |  |  |
|  | 11. Wulfilda de Saxònia         |  |  |  |  |  |  |  |  |  |  |  |  |  |  |  |
|  |                                 |  |  |  |  |  |  |  |  |  |  |  |  |  |  |  |
|  |                                 |  |  |  |  |  |  |  |  |  |  |  |  |  |  |  |
|  | 1. Emperador Enric VI           |  |  |  |  |  |  |  |  |  |  |  |  |  |  |  |
|  |                                 |  |  |  |  |  |  |  |  |  |  |  |  |  |  |  |
|  |                                 |  |  |  |  |  |  |  |  |  |  |  |  |  |  |  |
|  | 24. Comte Guillem I de Borgonya |  |  |  |  |  |  |  |  |  |  |  |  |  |  |  |
|  |                                 |  |  |  |  |  |  |  |  |  |  |  |  |  |  |  |
|  |                                 |  |  |  |  |  |  |  |  |  |  |  |  |  |  |  |
|  | 12. Comte Esteve I de Borgonya  |  |  |  |  |  |  |  |  |  |  |  |  |  |  |  |
|  |                                 |  |  |  |  |  |  |  |  |  |  |  |  |  |  |  |
|  |                                 |  |  |  |  |  |  |  |  |  |  |  |  |  |  |  |
|  | 6. Comte Renaud de Borgonya     |  |  |  |  |  |  |  |  |  |  |  |  |  |  |  |
|  |                                 |  |  |  |  |  |  |  |  |  |  |  |  |  |  |  |
|  |                                 |  |  |  |  |  |  |  |  |  |  |  |  |  |  |  |
|  | 13. Beatriu de Lorena           |  |  |  |  |  |  |  |  |  |  |  |  |  |  |  |
|  |                                 |  |  |  |  |  |  |  |  |  |  |  |  |  |  |  |
|  |                                 |  |  |  |  |  |  |  |  |  |  |  |  |  |  |  |
|  | 3. Beatriu de Borgonya          |  |  |  |  |  |  |  |  |  |  |  |  |  |  |  |
|  |                                 |  |  |  |  |  |  |  |  |  |  |  |  |  |  |  |
|  |                                 |  |  |  |  |  |  |  |  |  |  |  |  |  |  |  |
|  | 14. Duc Simó I de Lorena        |  |  |  |  |  |  |  |  |  |  |  |  |  |  |  |
|  |                                 |  |  |  |  |  |  |  |  |  |  |  |  |  |  |  |
|  |                                 |  |  |  |  |  |  |  |  |  |  |  |  |  |  |  |
|  | 7. Àgata de Lorena              |  |  |  |  |  |  |  |  |  |  |  |  |  |  |  |
|  |                                 |  |  |  |  |  |  |  |  |  |  |  |  |  |  |  |
|  |                                 |  |  |  |  |  |  |  |  |  |  |  |  |  |  |  |
|  | 15. Adelaida de Leuven          |  |  |  |  |  |  |  |  |  |  |  |  |  |  |  |
|  |                                 |  |  |  |  |  |  |  |  |  |  |  |  |  |  |  |
|  |                                 |  |  |  |  |  |  |  |  |  |  |  |  |  |  |  |

### Núpcies i descendents
Enric es va casar el 27 de gener de 1186 amb Constança I de Sicília (1154-1198), filla i hereva de Guillem II de Sicília. Tingueren un únic fill:
- Frederic Roger (1194-1250), esdevindria rei de Siciília, i més tard d'Alemanya, Itàlia, i el Sacre Imperi com a Frederic II.